# 第8機甲旅団 (イスラエル国防軍)
第8機甲旅団（ヘブライ語: 8 חטיבה  (Hativa 8)、英語: 8th Armord Brigade）は、現在イスラエル陸軍北部軍第91"ガリラヤ"地域師団に所属する予備役の機甲科旅団の一つである。
1948年に設立され、第一次中東戦争においてイスラエル国防軍で初めて戦車を運用した旅団として知られている。

## 歴史

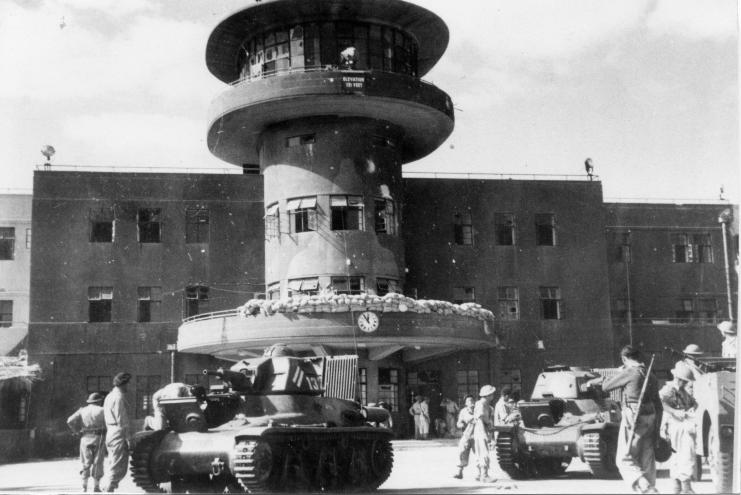
ダニー作戦でロッド空港を制圧した第82戦車大隊のオチキスH39。

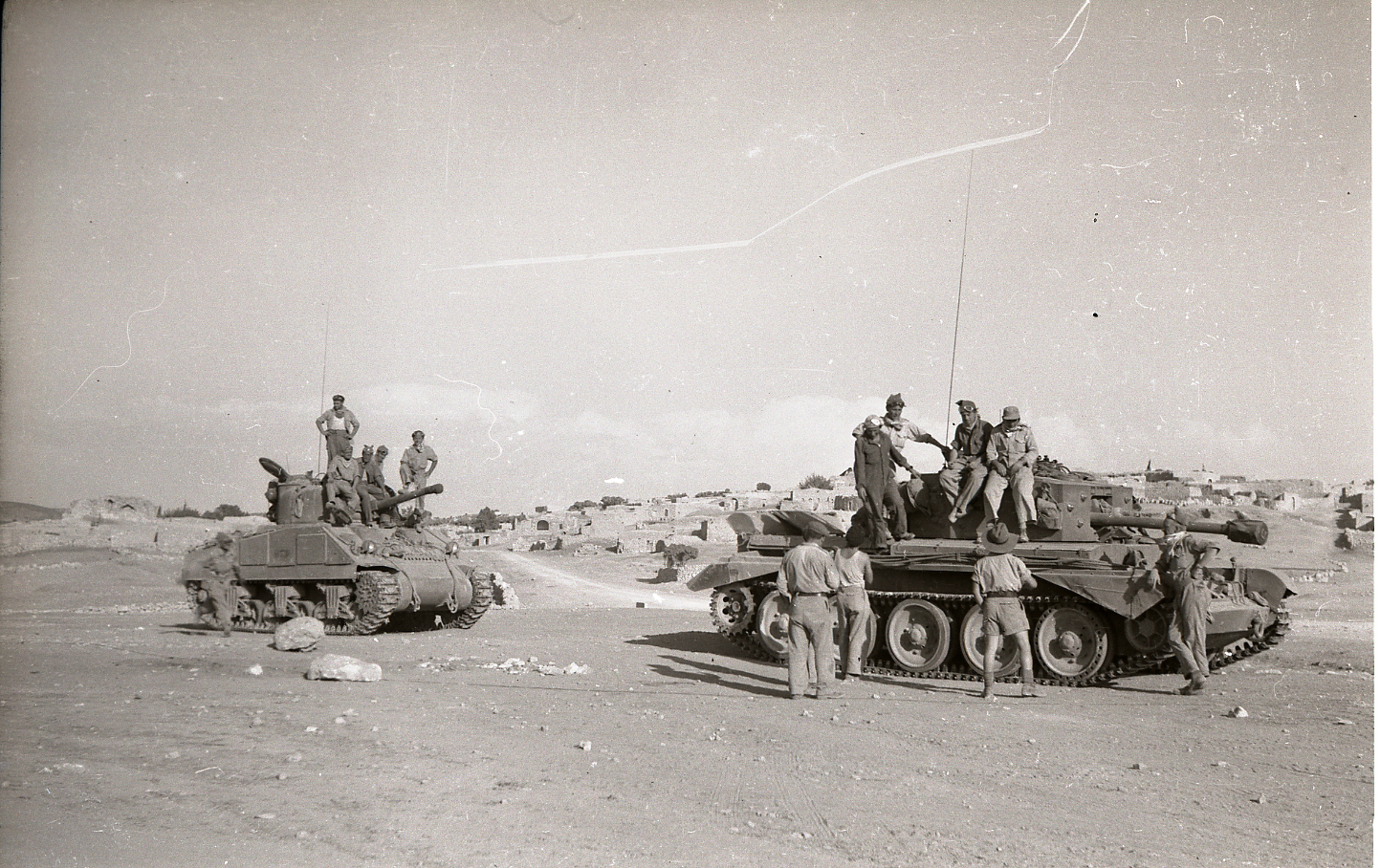
第82戦車大隊のM4A2とクロムウェル、シュモネ作戦。

イスラエル独立宣言前、1948年3月に第8旅団を編成する事が決められ、独立宣言後の5月24日に旅団が設立された。創設時の旅団長はハガナー、パルマッハの最高司令官を歴任したイツハク・サデーで、旅団の人員はイルグンおよびレヒの元メンバーや、第二次世界大戦中に戦車兵として戦争に参加した経験のある移民兵士らで構成された。創設時の第8旅団はモーシェ・ダヤンの指揮する第89偵察大隊と、フェリクス・ビアトゥスの指揮する第82大隊から構成されていた。この時点でイスラエル軍の保有していた戦車は、第82大隊の管理下でイギリス軍のスクラップから組み立てた、主砲の無い状態の1両のM4A2（シャーマンIII）初期型"Meir"と、北部戦線キブツデガニア・ベートでの戦いでゴラニ旅団がシリア軍から鹵獲した1両のルノー R35だけであった。
第一次休戦期間中の6月15日、ハガナーの調達部隊がフランスで購入した10両のオチキスH39戦車がテルアビブ港に到着し、第82大隊はこれらの戦車で訓練を行った。6月29日から30日にかけて、イギリス軍戦車部隊出身のハリー・マクドナルド軍曹とマイク・フラナガン伍長がハイファ空港近郊のイギリス軍保管倉庫から2両のクロムウェル巡航戦車を盗み出し、これらも第82大隊の指揮下に加えられた。
休戦期間後、第8旅団はダニー作戦に参加しロッド空港制圧に成功した。第82大隊はラトルンへの攻撃にも投入されたが、こちらは失敗した。第89大隊は侵略者の死作戦でギヴァティ旅団、ネゲヴ旅団と共にネゲヴ砂漠のエジプト軍と交戦した。モーシェ・ダヤンは8月にエツィオニ旅団の旅団長に任命されエルサレム方面の作戦指揮官となり、第89大隊を離れた。
1948年10月に実施された南部でのイスラエル側攻勢作戦ヨアヴ作戦に投入され、4両のオチキスH39が戦闘中に行動不能になり、戦場に遺棄された。11月のシュモネ作戦では、それまで何度も攻撃して陥落させられなかったイラク・スワイダンのテガート要塞を、第8旅団の戦車部隊と戦闘工兵部隊が陥落させた。12月の攻勢作戦ホレヴ作戦の頃にはイタリアで購入したM4(105)シャーマン後期型の主砲を75mm砲に付け替えた"Tamar"が第82大隊に追加されていたが、この作戦でM4A2"Meir"が行動不能となった。
1949年に第8旅団は一旦解隊され、第82戦車大隊はネゲヴ旅団の指揮下に移動した。同年末にネゲヴ旅団が予備役歩兵旅団に改編された際、第82戦車大隊は第7旅団の指揮下に移動し、これをもって第7旅団は第7機甲旅団と呼称されるようになった。1952年に第27機甲旅団が編成されるまで、第7機甲旅団はイスラエル国防軍唯一の機甲旅団であった。なお、第82戦車大隊は第7機甲旅団隷下の戦車大隊として現在も常設部隊として存続している。
1949年末に第8旅団も予備役歩兵旅団として再編成され、キルヤティ旅団と共にテルアビブ地区に配置され、1953年に南部軍管区に移動した。
1956年の第二次中東戦争には旅団としては投入されなかったが、隷下の第121歩兵大隊はオデッド旅団の指揮下でシャルム・エル・シェイク占領に投入された。
1964年に第8旅団は機械化歩兵旅団に改編され、第520機甲旅団隷下の第129戦車大隊（M50スーパーシャーマン装備）が第8旅団の指揮下となり、第89大隊と第121大隊は機械化歩兵大隊に改編された。
1967年の第三次中東戦争時には旅団長アブラハム・マンドラー大佐の指揮下でシナイ半島方面での作戦に従事した。戦闘開始から2日後、参謀総長イツハク・ラビンは第8旅団を北部軍管区に移動させるよう指示し、第8旅団の戦力は北部と南部に分割されて戦う事になった。
南部に残った部隊はアリエル・シャロンの指揮する第38機甲師団と合流した。北部に移動した部隊は第37機甲旅団隷下の第377戦車大隊によって戦力補強され、シリア軍の防衛線を突破しクネイトラに到達した。
第三次中東戦争後、1968年に第8旅団は第875旅団と改称され、南部軍第143機甲師団の指揮下に入り、消耗戦争中のいくつかの作戦に投入された。1969年9月9日に実施されたラヴィヴ作戦では、第875旅団の指揮下で鹵獲兵器のティラン5戦車が作戦投入された。
1973年の第四次中東戦争では、旅団長アリエル・ビル大佐の指揮下で第252機甲師団と合流しシナイ半島での防衛作戦に投入された。
第875旅団は1974年に、マガフ3（M48A3）を装備する3個大隊を擁する機甲旅団に改編された。1980年代後半には旅団の装備はマガフ6B（M60A1の改修型）に更新された。
1996年に退役軍人らの要望により旅団の名称が第8機甲旅団に戻された。2004年に一旦旅団は解隊されたが、メルカバMk.2を運用する予備役機甲旅団として2005年に再編された。
2020年12月、第188機甲旅団の装備がメルカバMk.4M-400に更新された事に伴い、第8機甲旅団の装備はメルカバMk.3Dに更新された。

## 編制

### 第一次中東戦争時の編制
- 第82大隊 - フェリクス・ビアトゥスを指揮官とするイスラエル軍唯一の戦車部隊。
- 第89大隊 - モーシェ・ダヤンを指揮官とする偵察大隊。ジープ中隊、装甲車中隊などから構成されていた。
- 第88大隊 - 76.2mmダヴィドカ迫撃砲を保有する歩兵/砲兵大隊。当時37歳の詩人ナタン・アルテルマンもこの大隊に配属されていた。

### 第三次中東戦争時の編制
- 第129大隊 - M50スーパーシャーマン装備の戦車大隊。
- 第89大隊 - 機械化歩兵大隊。
- 第121大隊 - 機械化歩兵大隊。
- 第87偵察中隊

### 第四次中東戦争時の編制
- 第129大隊 - M50/M51スーパーシャーマン装備の戦車大隊。
- 第89大隊 - 機械化歩兵大隊。
- 第121大隊 - 機械化歩兵大隊。
- 第87機甲偵察大隊 - 第143機甲師団（ヘブライ語版）直属として編制された機甲偵察大隊。当時の最新装備であるマガフ6A（M60A1）を装備していた。